# Мандро (Бреша)
Мандро је насеље у Италији у округу Бреша, региону Ломбардија.
Према процени из 2011. у насељу је живело 36 становника. Насеље се налази на надморској висини од 700 м.